# (14699) Klarasmi
(14699) Klarasmi est un astéroïde de la ceinture principale.

## Description
(14699) Klarasmi est un astéroïde de la ceinture principale. Il fut découvert le 6 janvier 2000 à la station Anderson Mesa par le programme LONEOS. Il présente une orbite caractérisée par un demi-grand axe de 2,79 UA, une excentricité de 0,26 et une inclinaison de 6,1° par rapport à l'écliptique.

## Compléments